# Atlas linguistique de la Corse
L’Atlas linguistique de la Corse (ALC) est un projet d'atlas linguistique de la Corse dirigé par Jules Gilliéron. Il compte 799 cartes publiés en 1914 dans quatre fascicules couvrant 44 points d’enquête visité en 1911 et 1912. Une partie des données collectées n’ont pas été publiées et ont été déposées à la Bibliothèque nationale de France. Il complète l’Atlas linguistique de la France.